# Деркул (Западно-Казахстанская область)
Дерку́л (каз. Деркөл) — посёлок городского типа в Западно-Казахстанской области в подчинении у Уральской городской администрации.

## Географическое положение
Расположен на реке Деркул (бассейн Урала), в 5 км от города Уральск. Граничит: на востоке с городом Уральск по рекам Чаган и Деркул, на юге с посёлком Зачаганск города Уральск, на западе и севере с территорией Байтерекского района Западно-Казахстанской области.
На территории поселкового округа расположены реки Деркул и Чаган, а также мелкие озёра, балки и поймы рек. Климат — резко континентальный с холодной зимой и жарким летом.

## Население
В 1999 году население посёлка составляло 8606 человек (4119 мужчин и 4487 женщин). По данным переписи 2009 года в посёлке проживало 9786 человек (4668 мужчин и 5118 женщин).
На 1 июля 2023 года, население посёлка составило 29 599 человека (14 457 мужчины и 15 142 женщина).

## Поселковый округ
В 2001 году Деркул стал центром Деркульского поселкового округа города Уральск. На территории округа расположены посёлки: Деркул, ПДП-2, Ветелки, Новостройка-Ветелки, Ливкино, Кардон, Маштаково, Новостройка-Кумыска, Ускен-аул, туберкулёзный санаторий «Уральский», а также дачные посёлки. В 2010 году в округе насчитывалось 72 улицы. Поселковый округ занимает территорию 23814 га, 22019 га из которых являются сельхозугодьями.

## Промышленность
В 2010 году в округе насчитывалось 23 хозяйствующих субъекта, в том числе крестьянские хозяйства, 2 школы, 3 библиотеки, 2 медицинских пункта, почтовое отделение. Согласно Генеральному плану округ входит в санаторно-оздоровительную зону города Уральск.
На территории посёлка расположены: Государственное учреждение «Аппарат акима Деркульского поселкового округа города Уральск», Уральский завод строительно-монтажного оборудования, ТОО «Электрод», Уральский литейно-механический завод, Сельхозопытная станция, Железнодорожная станция Уральск-2.